# Rudolf Zioło
Rudolf Zioło (ur. 1952 w Oleśnicy Śląskiej) – polski reżyser teatralny, wykładowca AST w Krakowie (dr hab.). 

## Życiorys
Studiował filologię polską na Uniwersytecie Jagiellońskim, a następnie w latach 1977–1982 reżyserię teatralną w Instytucie Teatru, Muzyki i Kinematografii w Leningradzie. Debiutował w Polsce, w Teatrze im. Juliusza Słowackiego w Krakowie w roku 1983 spektaklem Psie serce wg Michaiła Bułhakowa. Zrealizował kilkadziesiąt spektakli teatralnych. W latach 1986–1998 był etatowym reżyserem Starego Teatru w Krakowie. Od 1998 należał do zespołu Teatru Powszechnego w Warszawie, od 2003 związany z Teatrem Wybrzeże.

## Nagrody
- Nagroda czasopisma „Radar” za dojrzałość intelektualną i wyobraźnię teatralną za spektakle Mały bies oraz Oni (1985)
- Nagroda im. Leona Schillera (1987)
- Wyróżnienie za reżyserię Republiki marzeń Brunona Schulza w Starym Teatrze w Krakowie na 14. Opolskich Konfrontacjach Teatralnych (1988)
- II nagroda za reżyserię Psiego serca Michaiła Bułhakowa w Teatrze Powszechnym w Warszawie na 15. Opolskich Konfrontacjach Teatralnych (1989)
- Nagroda Prezydenta Warszawy za reżyserię przedstawienia Wujaszek Wania Antoniego Czechowa w Teatrze Powszechnym w Warszawie (1989)
- Nagroda Fundacji Theatrum Gedanense w konkursie na inscenizację sztuki Williama Szekspira dla Burzy w Starym Teatrze w Krakowie w Konkursie na Najlepszą Inscenizację Dzieł Dramatycznych Williama Szekspira (1997)
- Nagroda Prezydenta Miasta Gdańska w Dziedzinie Kultury z okazji jubileuszu 30-lecia pracy twórczej oraz Międzynarodowego Dnia Teatru (2012)[4]
- Nagroda Prezydenta Miasta Gdańska w Dziedzinie Kultury z okazji jubileuszu 35-lecia pracy twórczej oraz Międzynarodowego Dnia Teatru (2017)[4]